# Bulbinella eburniflora
Bulbinella eburniflora är en grästrädsväxtart som beskrevs av Pauline Lesley Perry. Bulbinella eburniflora ingår i släktet Bulbinella och familjen grästrädsväxter. Inga underarter finns listade i Catalogue of Life.